# Kanon D-dur Pachelbela
Kanon D-dur, (Kanon Pachelbela, pełna nazwa Kanon i Gigue na troje skrzypiec i basso continuo, oryginalnie Kanon und Gigue in D-Dur für drei Violinen und Basso Continuo) – utwór Johanna Pachelbela, którego skomponowanie datuje się na około 1680 rok – epokę baroku. Pierwotnie będąc dziełem kameralnym na troje skrzypiec i basso continuo, szybko doczekał się rozmaitych aranżacji na różne instrumenty. Oryginalnie wykonywany był wraz z gigue, również napisaną w tej samej tonacji co kanon, jednak w miarę wzrostu jego popularności zarzucono wykonywanie tańca.
Charakterystyczną cechą utworu jest narastający nastrój napięcia, osiągnięty przez stosowanie w przebiegu utworu coraz drobniejszych wartości rytmicznych. Szczególną popularność kanon zyskał w późnych latach 70. XX wieku dzięki nagraniom orkiestry Jeana-François Paillarda. W wykonaniu zostało dodane – nieznajdujące się w oryginale – wiolonczelowe pizzicato, grane w momentach, w których klawesynista nie może improwizować, grając równocześnie linię basu.

## Struktura
Kanon Pachelbela oparty jest na prostej imitacji kanonicznej, gdzie głosy wchodzą kolejno, imitując się wzajemnie.
Ostinatowy bas będący podstawą harmoniczną dla partii skrzypiec:
Schemat basowy wraz ze zmieniającym się opracowaniem wyższych głosów powtarza się 28 razy. Jest on oparty na popularnym w epoce baroku i później schemacie basowym I-V-vi-iii-IV-I-IV-V (cyfry oznaczają stopnie skali, na których zbudowane są akordy). W XVII i XVIII wieku powstały nieprzebrane ilości utworów opartych na powyższym schemacie basowo-harmonicznym. Pojawia się on także lokalnie w wielu różnorodnych formach muzycznych. Haendel użył jej jako głównego motywu drugiej części swojego Koncertu organowego Nr 11 g-moll, HWV 310. Mozart wykorzystywał ten układ w pasażu z Czarodziejskiego fletu (1791).
Wykonawstwo

Kanon powinien być wykonywany w wolnym lub umiarkowanym tempie, ponieważ wraz z szybką gigue stanowi on swoistą formę cykliczną. Formy tego typu najczęściej cechowała kontrastowość poszczególnych części. Podstawowym sposobem kontrastowania była wówczas zmiana tempa; jest to podstawowa zasada konstrukcyjna wszystkich instrumentalnych form barokowych i klasycznych.

## Odniesienia w kulturze popularnej
Wykorzystanie jako motyw muzyczny w filmach:
- Kanon (anime) (jap. カノン) 2006,  scenariusz Fumihiko Shimo, reżyseria Tatsuya Ishihara
- La Corda d’Oro ~primo passo~ (anime) (jap. 金色のコルダ ～primo passo～) 2006, scenariusz Reiko Yoshida, reżyseria Kunitoshi Okajima, Shin Katagai
- Ojciec panny młodej, 1991 – reżyseria Charles Shyer
- Ostrożnie z dziewczynami, 2002 – Roger Kumble
- Reno 911!: Miami, 2007 – Robert Ben Garant
- Shin seiki evangerion gekijō-ban: Air/Magokoro wo, kimi ni, 1997 – reżyseria Hideaki Anno
- The Lady, 2011 – reżyseria Luc Besson
- Zaczynać od początku, 1982 – reżyseria José Luis Garci
- Zagadka Kaspara Hausera, 1974 – Werner Herzog
- Żyć chwilą (For the Moment), 1993 – reżyseria Aaron Kim Johnston
- Sils Maria, 2014 - reżyseria Olivier Assayas
- Otwarty Związek (Nyitva), 2018 -  reżyseria Orsi Nagypal

Utwory-parafrazy kanonu Pachelbela:
- „A la primera persona” – Alejandro Sanz
- „A te” – Jovanotti
- „All Together Now” – The Farm
- „As Good As You” – Secilia
- „Bad Things” - Machine Gun Kelly, Camila Cabello
- „Ballada na urodziny” – Starego Dobrego Małżeństwa
- „Basket Case” – Green Day (motyw)
- „Beautiful In White" – Shane Filan
- „Breathe gentle” – Tiziano Ferro feat. Kelly Rowland
- „C U When U Get There” – Coolio
- „Courage” – Manowar
- „Cryin’'” – Aerosmith
- „Czarny blues o czwartej nad ranem” – Starego Dobrego Małżeństwa
- „Domain” – The Future Sound of London
- „Don’t Look Back in Anger” – Oasis
- „Forever Young” – Alphaville
- „Go West” – Pet Shop Boys
- „Graduation” – Vitamin C
- „I Believe In Love” – Oscar Benton
- „In The Garden” – Bob James
- „Indietro” – Tiziano Ferro
- „Komm, süsser Tod”[1][2] – Arianne Schreiber
- „La maladie d’amour” – Michel Sardou
- „Ladies and Gentlemen” – Spiritualized
- „Let It Be” – The Beatles
- „Let The Music Heal Your Soul” – Bravo All Stars
- „Life Is Cool” – Sweetbox
- „Lookin' On The Sunny Side” – M.O.V.E.
- „Love is...” – Miliyah Kato
- „Łemata” – Dom o Zielonych Progach
- „Maciek, ja tylko żartowałem” – Kazika Staszewskiego (zamieniona jedna nuta)
- „Make a Move” – 8 bit heart
- „Memories" – Maroon 5
- „Nirvana” – Elbosco
- „Out of My Head” – Fastball
- „Pachelbelkanon” – Jacobs Dream
- „Pejzaże harasymowiczowskie” – Na Bani
- „Powiedz” – Ich Troje
- „Rain and Tears”  – Aphrodite’s Child (motyw)
- „Sanctus” – Libera
- „Scatman's World” – Scatman John
- „Smliling” – T-Spoon
- "Someday We Will All Be Together" - Claire Hamill
- „Streets of London” – Ralph Mctell
- „Sunday Morning” – Procol Harum
- „The Hook” – Blues Traveler
- „Variation on Canon” – George Winston
- „We Dance On” – N-Dubz ft. Bodyrox
- „You Smile” – Eternity
- aranżacja tajwańskiego muzyka Jerry’ego Changa znana jako Canon Rock (2003), jednym z jego najpopularniejszych coverów jest wykonanie utworu przez gitarzystę Lim Jeong-hyuna[3]
- remix (utwór „I Got To Tell You”, album Dr. Octagonecologyst) Dr. Octagona – wykonawcy alternatywnego hip-hopu i DJ (1996)
- trzy wariacje na temat kanonu na albumie Discreet Music Briana Eno (1975)
- "Oh Lord, Why Lord" - Parliament

O popularności kanonu może świadczyć też fakt, że jest on w pierwszej dwudziestce najczęściej oglądanych filmów w serwisie YouTube, oraz użycie motywu, w animowanym spocie reklamowym koncernu Coca-Cola, podczas Mistrzostw Świata w Piłce Nożnej w 2006 roku.